# Старофедоровське сільське поселення
Старофе́доровське сільське поселення (рос. Старофёдоровское сельское поселение) — муніципальне утворення у складі Старошайговського району Мордовії, Росія. Адміністративний центр — село Стара Федоровка.

## Населення
Населення — 330 осіб (2019, 411 у 2010, 523 у 2002).

## Склад
До складу поселення входять такі населені пункти:
| Населений пункт       | Населення, осіб (2002) | Населення, осіб (2010) |
| --------------------- | ---------------------- | ---------------------- |
| Івановка, селище      | 25                     | 17                     |
| Стара Федоровка, село | 498                    | 394                    |